# Patterson Heights
Patterson Heights és una població dels Estats Units a l'estat de Pennsilvània. Segons el cens del 2000 tenia 670 habitants.

## Demografia
Segons el cens del 2000, Patterson Heights tenia 670 habitants, 256 habitatges, i 199 famílies. La densitat de població era de 1.077,9 habitants/km².
Dels 256 habitatges en un 29,7% hi vivien nens de menys de 18 anys, en un 69,1% hi vivien parelles casades, en un 6,3% dones solteres, i en un 21,9% no eren unitats familiars. En el 19,9% dels habitatges hi vivien persones soles el 9,4% de les quals corresponia a persones de 65 anys o més que vivien soles. El nombre mitjà de persones vivint en cada habitatge era de 2,62 i el nombre mitjà de persones que vivien en cada família era de 3,02.
Per edats la població es repartia de la següent manera: un 25,7% tenia menys de 18 anys, un 4,5% entre 18 i 24, un 23,4% entre 25 i 44, un 26,6% de 45 a 60 i un 19,9% 65 anys o més.
L'edat mediana era de 43 anys. Per cada 100 dones de 18 o més anys hi havia 87,9 homes.
La renda mediana per habitatge era de 49.917 $ i la renda mediana per família de 52.411 $. Els homes tenien una renda mediana de 39.250 $ mentre que les dones 31.771 $. La renda per capita de la població era de 21.244 $. Entorn del 7,7% de les famílies i el 6,6% de la població estaven per davall del llindar de pobresa.

## Poblacions més properes
El següent diagrama mostra les poblacions més properes.